# Louis-Auguste-Alfred Beurdeley
Vous pouvez partager vos connaissances en l’améliorant (comment ?) selon les recommandations des projets correspondants.
Pour les articles homonymes, voir Beurdeley.
Louis-Auguste-Alfred Beurdeley, né le 18 mai 1808 à Paris où il est mort le 29 novembre 1882, est un ébéniste et bronzier.

## Biographie
Il est le fils de Jean-Baptiste Beurdeley, sellier-bourrelier au régiment de Murat qui devint par la suite antiquaire.
En 1835, il reprend l'affaire de son père, l'atelier « marchand de bronzes et de curiosités ». Sous le Second Empire, il diversifie les activités de l'entreprise familiale en y associant l’activité de créateurs de meubles et d'objets d'art.
Il expose plusieurs objets d'art et de fournitures dans l’Exposition universelle de 1855 et celle de 1867.  
Il passe la main à son fils, Alfred-Emmanuel Beurdeley en 1875.